# Gustavo Corrêa
Gustavo de Faria Dias Corrêa (São Paulo, 21 de agosto de 1975) é um político brasileiro com base eleitoral no estado de Minas Gerais, filiado ao DEM.
Gustavo Corrêa foi assessor especial do governador Aécio Neves de 2003 a 2004. Ocupou a vaga na Assembleia Legislativa de Minas Gerais no período de 4 de janeiro de 2005 a 15 de fevereiro de 2006, devido ao afastamento da deputada Elbe Brandão e no período de 16 de fevereiro de 2006 até o final da 15ª Legislatura em 31 de janeiro de 2007 ocupou a vaga na Assembleia aberta pelo afastamento de Antônio Carlos Andrada. Na 16ª Legislatura foi eleito deputado estadual, estando afastado da Assembleia Mineira no período de 14 de junho de 2007 a 27 de janeiro de 2010 quando ocupou o cargo de Secretário de Estado de Esportes e Juventude.